# Stanislas Bouquot
Stanislas Bouquot, né le 11 février 1790 à Troyes et mort le 5 août 1863 dans cette même ville, est un imprimeur-libraire français.

## Biographie
Fils de Pierre Léopold Stanislas, marchand et percepteur à Montaulin et imprimeur, et d'Edmée Dret.
En janvier 1816, au retour des Bourbons, il publie avec Robert Babeuf le premier numéro du Nain tricolore, journal satirique d'opposition. Le manuscrit du second volet est déjà terminé pour l'impression et la diffusion en mars 1816, mais le 28 février, la police perquisitionne à son domicile, puis l'arrête. Il est condamné à la peine de déportation, avec ses comparses Zénovitz, Babeuf, et Duféy et ne sera amnistié qu'en 1820.
Il épouse en 1827 Joséphine Charles Lebau, fille de Théodore Lebeau.

## Publication
- Le Nain tricolore, ou Journal politique, des arts, des sciences et de la littérature, 1816.
- Journal du département de l'Aube, 1820-1834.